# Mission: Impossible (filmserie)
Mission: Impossible is een filmserie van het filmgenre actie-spionage films. De films zijn gebaseerd op de gelijknamige televisieserie uit de periode 1966 tot en met 1973, bedacht en geproduceerd door Bruce Geller, met de muziek van Lalo Schifrin, waaronder "Theme from Mission: Impossible", dat inmiddels een van de herkenbaarste wijsjes is in de filmmuziek. De hoofdrol in alle films wordt vertolkt door Tom Cruise als IMF-agent Ethan Hunt. Ving Rhames speelt als bijrol van Luther Stickell ook in alle films. De filmreeks bracht ruim 4 miljard Amerikaanse dollar op en staat daarmee op de 17e plaats in de lijst van succesvolste filmreeksen.

## Films

### Mission: Impossible (1996)
Ethan Hunt leidt een missie die fout afloopt. Hiermee wordt hij beschuldigd van moord op zijn collega's en het doorverkopen van staatsgeheimen. Om de daders te achterhalen sluit hij een deal met een stel criminelen in ruil voor informatie. De bekendste scène uit de film is als Hunt (Tom Cruise) door een luik aan een kabel hangt net boven de grond in een ruimte met tal van beveiligingen.

### Mission: Impossible II (2000)
Ethan Hunt moet de levensgevaarlijke crimineel Sean Ambrose stoppen omdat hij een dodelijk virus en tegengif wil verkopen aan de hoogste bieder. Voor het zover is, injecteert Nyah Nordoff-Hall (die samenwerkt met Ethan) het virus in haar lichaam om te voorkomen dat het in verkeerde handen valt. Ethan moet in korte tijd het tegengif zien te bemachtigen bij Ambrose. De bekendste scène uit de film is de motorachtervolging op de steile hoge rotsen.

### Mission: Impossible III (2006)
Ethan Hunts actieve deelname is nihil bij IMF. Als collega Lindsey Farris van IMF wordt gegijzeld, wordt aan Hunt nog een keer gevraagd om in actie te komen. Als de missie mislukt en Farris overlijdt, neemt Hunt wraak op de dader (Owen Davian). Hunt laat echter de dader ontsnappen en moet voor hem een geheimzinnig wapen (konijnenpoot) stelen als Davian Hunts vriendin gijzelt. De bekendste scène uit de film is een exploderende raket op een auto op een brug waar Hunt kort daarvoor maar net kan ontsnappen uit de auto.

### Mission: Impossible – Ghost Protocol (2011)
Ethan Hunt wordt beschuldigd van een bomaanslag op het Kremlin. De echte dader blijkt Kurt Hendricks te zijn die het heeft gemunt op Russische lanceercodes. Hunt en zijn team moeten hem stoppen om een wereldwijde nucleaire oorlog te voorkomen. De bekendste scène uit de film is Hunt hangend aan de gevel van de wolkenkrabber Burj Khalifa op 828 meter hoogte.

### Mission: Impossible – Rogue Nation (2015)
Ethan Hunt krijgt te maken met tegenslagen wanneer het IMF-agentschap door de organisatie The Syndicate bedreigd wordt in haar voortbestaan wegens onzorgvuldig handelen. Hunt en zijn mannen gaan op eigen houtje op onderzoek uit naar deze organisatie. De bekendste scène uit de film is Hunt bungelend aan de buitenkant van een Airbus A400M op 1500 meter hoogte.

### Mission: Impossible – Fallout (2018)
Wanneer een IMF-missie misloopt waardoor de misdadiger Solomon Lane kan ontsnappen, wordt de wereld geconfronteerd met ernstige bedreigingen. Terwijl Ethan Hunt het op zich neemt om zijn oorspronkelijke missie tot een goed einde te brengen, begint de CIA te twijfelen aan zijn loyaliteit en zijn motieven. Voor Hunt en zijn team begint een race tegen de tijd, opgejaagd door huurmoordenaars en voormalige bondgenoten terwijl ze een wereldwijde catastrofe proberen te voorkomen.

## Rolverdeling
| Personages                          | Films                      | Films                         | Films                          | Films                                       | Films                                     | Films                                | Films                                       | Films                                            |
| Personages                          | Mission: Impossible (1996) | Mission: Impossible II (2000) | Mission: Impossible III (2006) | Mission: Impossible – Ghost Protocol (2011) | Mission: Impossible – Rogue Nation (2015) | Mission: Impossible – Fallout (2018) | Mission: Impossible – Dead Reckoning (2023) | Mission: Impossible – The Final Reckoning (2025) |
| ----------------------------------- | -------------------------- | ----------------------------- | ------------------------------ | ------------------------------------------- | ----------------------------------------- | ------------------------------------ | ------------------------------------------- | ------------------------------------------------ |
| Ethan Hunt                          | Tom Cruise                 | Tom Cruise                    | Tom Cruise                     | Tom Cruise                                  | Tom Cruise                                | Tom Cruise                           | Tom Cruise                                  | Tom Cruise                                       |
| Luther Stickell                     | Ving Rhames                | Ving Rhames                   | Ving Rhames                    | Ving Rhames                                 | Ving Rhames                               | Ving Rhames                          | Ving Rhames                                 | Ving Rhames                                      |
| Eugene Kittridge                    | Henry Czerny               |                               |                                |                                             |                                           |                                      | Henry Czerny                                | Henry Czerny                                     |
| William Donloe                      | Rolf Saxon                 |                               |                                |                                             |                                           |                                      |                                             | Rolf Saxon                                       |
| The Contract                        | Andreas Wisniewski         |                               |                                | Andreas Wisniewski                          |                                           |                                      |                                             |                                                  |
| Jim Phelps                          | Jon Voight                 |                               |                                |                                             |                                           |                                      |                                             |                                                  |
| Claire Phelps                       | Emmanuelle Béart           |                               |                                |                                             |                                           |                                      |                                             |                                                  |
| Franz Krieger                       | Jean Reno                  |                               |                                |                                             |                                           |                                      |                                             |                                                  |
| Sarah Davies                        | Kristin Scott Thomas       |                               |                                |                                             |                                           |                                      |                                             |                                                  |
| Jack Harmon                         | Emilio Estevez             |                               |                                |                                             |                                           |                                      |                                             |                                                  |
| Max Mitsopolis                      | Vanessa Redgrave           |                               |                                |                                             |                                           |                                      |                                             |                                                  |
| Sean Ambrose                        |                            | Dougray Scott                 |                                |                                             |                                           |                                      |                                             |                                                  |
| Nyah Nordoff-Hall                   |                            | Thandie Newton                |                                |                                             |                                           |                                      |                                             |                                                  |
| Hugh Stamp                          |                            | Richard Roxburgh              |                                |                                             |                                           |                                      |                                             |                                                  |
| Billy Baird                         |                            | John Polson                   |                                |                                             |                                           |                                      |                                             |                                                  |
| John C. McCloy                      |                            | Brendan Gleeson               |                                |                                             |                                           |                                      |                                             |                                                  |
| Dr. Nekhorvich                      |                            | Rade Serbedzija               |                                |                                             |                                           |                                      |                                             |                                                  |
| Mission Commander Swanbeck          |                            | Anthony Hopkins               |                                |                                             |                                           |                                      |                                             |                                                  |
| Benjamin "Benji" Dunn               |                            |                               | Simon Pegg                     | Simon Pegg                                  | Simon Pegg                                | Simon Pegg                           | Simon Pegg                                  | Simon Pegg                                       |
| Julia Meade                         |                            |                               | Michelle Monaghan              | Michelle Monaghan                           |                                           | Michelle Monaghan                    |                                             |                                                  |
| Owen Davian                         |                            |                               | Philip Seymour Hoffman         |                                             |                                           |                                      |                                             |                                                  |
| John Musgrave                       |                            |                               | Billy Crudup                   |                                             |                                           |                                      |                                             |                                                  |
| Declan                              |                            |                               | Jonathan Rhys-Meyers           |                                             |                                           |                                      |                                             |                                                  |
| Lindsey Farris                      |                            |                               | Keri Russell                   |                                             |                                           |                                      |                                             |                                                  |
| Zhen Lei                            |                            |                               | Maggie Q                       |                                             |                                           |                                      |                                             |                                                  |
| Theodore Brassel                    |                            |                               | Laurence Fishburne             |                                             |                                           |                                      |                                             |                                                  |
| William Brandt                      |                            |                               |                                | Jeremy Renner                               | Jeremy Renner                             |                                      |                                             |                                                  |
| Jane Carter                         |                            |                               |                                | Paula Patton                                |                                           |                                      |                                             |                                                  |
| Kurt Hendricks                      |                            |                               |                                | Michael Nyqvist                             |                                           |                                      |                                             |                                                  |
| Sabine Moreau                       |                            |                               |                                | Léa Seydoux                                 |                                           |                                      |                                             |                                                  |
| IMF Secretary                       |                            |                               |                                | Tom Wilkinson                               |                                           |                                      |                                             |                                                  |
| Ilsa Faust                          |                            |                               |                                |                                             | Rebecca Ferguson                          | Rebecca Ferguson                     | Rebecca Ferguson                            |                                                  |
| Solomon Lane                        |                            |                               |                                |                                             | Sean Harris                               | Sean Harris                          |                                             |                                                  |
| Alan Hunley                         |                            |                               |                                |                                             | Alec Baldwin                              | Alec Baldwin                         |                                             |                                                  |
| Premier van het Verenigd Koninkrijk |                            |                               |                                |                                             | Tom Hollander                             |                                      |                                             |                                                  |
| Alanna Mitsopolis White Widow       |                            |                               |                                |                                             |                                           | Vanessa Kirby                        | Vanessa Kirby                               |                                                  |
| Zola Mitsopolis                     |                            |                               |                                |                                             |                                           | Frederick Schmidt                    | Frederick Schmidt                           |                                                  |
| August Walker                       |                            |                               |                                |                                             |                                           | Henry Cavill                         |                                             |                                                  |
| Erica Sloan                         |                            |                               |                                |                                             |                                           | Angela Bassett                       |                                             | Angela Bassett                                   |
| Grace                               |                            |                               |                                |                                             |                                           |                                      | Hayley Atwell                               | Hayley Atwell                                    |
| Gabriel                             |                            |                               |                                |                                             |                                           |                                      | Esai Morales                                | Esai Morales                                     |
| Paris                               |                            |                               |                                |                                             |                                           |                                      | Pom Klementieff                             | Pom Klementieff                                  |
| Jasper Briggs                       |                            |                               |                                |                                             |                                           |                                      | Shea Whigham                                | Shea Whigham                                     |
| Degas                               |                            |                               |                                |                                             |                                           |                                      | Greg Tarzan Davis                           | Greg Tarzan Davis                                |
| Denlinger                           |                            |                               |                                |                                             |                                           |                                      | Cary Elwes                                  | Cary Elwes                                       |
| Richards                            |                            |                               |                                |                                             |                                           |                                      | Charles Parnell                             | Charles Parnell                                  |
| Angstrom                            |                            |                               |                                |                                             |                                           |                                      | Mark Gatiss                                 | Mark Gatiss                                      |
| Serling                             |                            |                               |                                |                                             |                                           |                                      |                                             | Holt McCallany                                   |
| Walters                             |                            |                               |                                |                                             |                                           |                                      |                                             | Janet McTeer                                     |
| General Sidney                      |                            |                               |                                |                                             |                                           |                                      |                                             | Nick Offerman                                    |
| Admiral Neely                       |                            |                               |                                |                                             |                                           |                                      |                                             | Hannah Waddingham                                |
| Captain Bledsoe                     |                            |                               |                                |                                             |                                           |                                      |                                             | Tramell Tillman                                  |
| Tapeesa                             |                            |                               |                                |                                             |                                           |                                      |                                             | Lucy Tulugarjuk                                  |
| Kodiak                              |                            |                               |                                |                                             |                                           |                                      |                                             | Katy O'Brian                                     |
| Pills                               |                            |                               |                                |                                             |                                           |                                      |                                             | Stephen Oyoung                                   |
| Captain Koltsov                     |                            |                               |                                |                                             |                                           |                                      |                                             | Pasha D. Lychnikoff                              |
| Colonel Burdick                     |                            |                               |                                |                                             |                                           |                                      |                                             | Tommie Earl Jenkins                              |

## Budget en opbrengst
| Film                                          | Budget        | Opbrengst wereldwijd | Opmerkingen |
| --------------------------------------------- | ------------- | -------------------- | ----------- |
| Mission: Impossible                           | $ 80.000.000  | $ 457.696.359        |             |
| Mission: Impossible II                        | $ 125.000.000 | $ 546.388.105        |             |
| Mission: Impossible III                       | $ 150.000.000 | $ 397.850.012        |             |
| Mission: Impossible – Ghost Protocol          | $ 145.000.000 | $ 694.713.380        |             |
| Mission: Impossible – Rogue Nation            | $ 150.000.000 | $ 682.330.139        |             |
| Mission: Impossible – Fallout                 | $ 178.000.000 | $ 791.115.104        |             |
| Mission: Impossible - Dead Reckoning Part One | $ 290.000.000 | $ 570.619.838        |             |
|                                               |               |                      |             |

## Discografie

### Albums
| Jaar | Titel                                         | Artiest(en)                       | Label                                                           | Album Top 100 | Ultratop 200 Albums |
| ---- | --------------------------------------------- | --------------------------------- | --------------------------------------------------------------- | ------------- | ------------------- |
| 1996 | Mission: Impossible                           | Danny Elfman en diverse artiesten | Island Records en Point Music                                   | 65            |                     |
| 2000 | Mission: Impossible II                        | Hans Zimmer en diverse artiesten  | Hollywood Records                                               | 32            | 18                  |
| 2006 | Mission: Impossible III                       | Michael Giacchino                 | Varèse Sarabande                                                |               |                     |
| 2011 | Mission: Impossible – Ghost Protocol          | Michael Giacchino                 | Varèse Sarabande                                                |               |                     |
| 2015 | Mission: Impossible – Rogue Nation            | Joe Kraemer                       | La-La Land Records en Paramount Music                           |               |                     |
| 2018 | Mission: Impossible – Fallout                 | Lorne Balfe                       | La-La Land Records en Paramount Music                           |               |                     |
| 2023 | Mission: Impossible – Dead Reckoning Part One | Lorne Balfe                       | La-La Land Records, Paramount Music en Sony Music Entertainment |               |                     |
| 2025 | Mission: Impossible – The Final Reckoning     | Max Aruj en Alfie Godfrey         | Sony Classical                                                  |               |                     |

### Singles
| Jaar | Titel                                | Artiest(en)                     | Label              | Nederlandse Top 40 | Ultratop 50 Singles |
| ---- | ------------------------------------ | ------------------------------- | ------------------ | ------------------ | ------------------- |
| 1996 | Theme from Mission: Impossible       | Adam Clayton & Larry Mullen jr. | Mother Records     | 15                 | 15                  |
| 2000 | I Disappear                          | Metallica                       | Hollywood Records  | tip2               | tip12               |
| 2000 | Take A Look Around (Theme From MI:2) | Limp Bizkit                     | Interscope Records | 8                  | 10                  |
| 2000 | Scum of the Earth                    | Rob Zombie                      | Geffen Records     |                    |                     |